# Колонија КНОП Дос (Игвала де ла Индепенденсија)
Колонија КНОП Дос (шп. Colonia CNOP Dos) насеље је у Мексику у савезној држави Гереро у општини Игвала де ла Индепенденсија. Насеље се налази на надморској висини од 995 м.

## Становништво
Према подацима из 2010. године у насељу је живело 5 становника.

### Хронологија
| Година       | 2000         | 2010 |
| ------------ | ------------ | ---- |
| Становништво | 28 (10 / 18) | 5    |

### Попис
| # | Индикатор                     | Вредност |
| - | ----------------------------- | -------- |
| 1 | Укупно домаћинстава           | 2        |
| 2 | Укупно насељених домаћинстава | 1        |
| 3 | Величина локације             | 1        |